# 牧野三雄
牧野 三雄（まきの みつお、1945年9月30日 - ）は、北海道出身の元騎手・元調教助手。

## 経歴

### 関東所属時
1966年3月に東京・中村広厩舎からデビューし、厩舎の同期には伊藤栄がいた。
同6日の東京第6競走アラブ四歳特別・スリーヒカリ（14頭中9着）で初騎乗を果たし、3戦連続2着を経て、26日の中山第7競走5歳以上80万下・スガホマレで初勝利を挙げる。
11月にはカブトヤマ記念・オンワードヒルで重賞初勝利、12月の中山では同3日に初の1日2勝、10日・11日には初の2日連続勝利を記録し、1年目の1966年から2桁で20勝台の22勝をマーク。師匠の中村は同年に46勝を挙げたが、46勝中19勝は牧野の騎乗であった。　
2年目の1967年にはオンワードヒルで中山記念を5頭中4番人気ながらヒシマサヒデを抑えてレコード勝ち、第1回スプリンターズステークスも制するなど、前年に続いて自己最多の22勝をマーク。
3年目の1968年にはオンワードヒルで金杯（東）でヒシマサヒデをアタマ差抑えて勝利し、アメリカジョッキークラブカップでカブトシロー・スピードシンボリを抑えて3着、東京新聞杯では61kgでレコード勝ちして重賞5勝目、目黒記念（春）では3着に入った。
オンワードヒル以外では、ソロナフエアでスプリンターズステークス3着、スガトモユキで七夕賞3着に入ったが、初の1桁台となる8勝に終わる。
1969年は4勝に終わったが、1970年には3年ぶりの2桁となる15勝と盛り返す。

### 栗東移籍後
1971年には栗東・大根田裕也厩舎に移籍し、7月17日の小倉第11競走4歳以上オープン・ウチュウオーで移籍後初勝利を挙げ、同馬では10月10日の阪神第8競走4歳以上オープンではトウメイを抑えて勝利。
1972年からは1桁台に落ち着くが、1974年には小野留嘉厩舎、1975年には荻野光男厩舎と移籍し、1977年には6年ぶりの2桁となる12勝をマーク。
10勝を挙げた1978年にはロイヤルナイトで京都大賞典でリュウキコウ・ハシコトブキに次ぐと同時にエリモジョージ・ホクトボーイの天皇賞馬2頭とアタマ差の接戦を演じて5着、福島記念3着、阪神大賞典では12頭中12番人気ながら同年の菊花賞ワンツーのキャプテンナムラ・インターグシケンに次ぐと同時に秋の天皇賞馬テンメイを抑えて5着に入った。
1979年にはロイヤルナイトで京都記念（春）をキャプテンナムラ・リードスワロー・ホクトボーイ・エリモジョージを抑えての3着とし、3年連続で自身最後の2桁となる12勝をマーク。
1980年にはロイヤルナイトで日経新春杯をヤマニンバリメラ・ハシコトブキ・テルテンリュウを抑えての5着とし、春の小倉ではスワンステークスを楠孝志から乗り替わったシャークテイムで3着とし、小倉大賞典ではグリーンダッシュで12年ぶりで自身最後の重賞勝利を挙げる。
1985年2月2日の京都第7競走4歳新馬・ウインオーザが最後の勝利となり、同年7月28日の札幌第6競走4歳以上400万下・マリンパレード（12頭中2着）を最後に引退。

### 引退後
引退後は調教助手を務め、ヤエノムテキ、アサカディフィートに調教をつけた。
現在は競馬予想会社「GIプロジェクト」スタッフ。

## 騎手成績
| 通算成績 | 1着 | 2着 | 3着 | 4着以下 | 出走回数 | 勝率 | 連対率 |
| -------- | --- | --- | --- | ------- | -------- | ---- | ------ |
| 平地     | 173 | 162 | 172 | 1410    | 1917     | .090 | .175   |

主な騎乗馬
- オンワードヒル（1966年カブトヤマ記念、1967年中山記念・スプリンターズステークス、1968年金杯 (東)・東京新聞杯）
- グリーンダッシュ（1980年小倉大賞典）